# Елеонора Анжуйска
Елеонора Анжуйска е неаполитанска принцеса и сицилианска кралица – съпруга на сицилианския крал Федерико II.

## Биография
Елеонора е родена през 1289 г. Тя е втората дъщеря на неаполитанския крал Карл II Анжуйски и на унгарската принцеса Мария, която е дъщеря на унгарския крал Ищван V.
През 1299 г. Елеонора е омъжена за Филип дьо Туси. Бракът им обаче е анулиран на 17 януари 1300 г. на основание близко родство и липса на папско разрешение за сключването му.
На 17 май 1302 в Месина Елеонора е омъжена за втори път – за Федерико II, краля на Сицилия. Бащата на Елеонора и съпругът ѝ дълго време водят война за контрола над остров Сицилия. Бракът на Федерико и Елеонора е стъпка към дипломатическото уреждане на конфликта, завършило с подписването на мирен договор в Калтабелота на 19 август същата година. Този договор разделя територията на старото Сицилианско кралство на две части – островна и континентална част. Островната част е обособена в самостоятелно Кралство Сицилия, наречено Тринакрия, под властта на Федерико II. Континенталната част на кралството, т.нар. Мецогиорно, оставала под властта на Карл II Анжуйски, продължила да съществува като правоприемник на Сицилианското кралство и била наричана по същия начин от съвременниците ѝ, но за това кралство по-късно в историческата наука се установява названието Неаполитанско кралство.
Елонора Анжуйска умира на 9 август 1341 в манастира „Сан Николо ди Арана“ в Катания.

## Деца
Елеонора Анжуйска ражда на Федерико II девет деца:
- Педро II, крал на Сицилия (1304 – 1342); от 1337
- Рожер (1305);
- Манфред (1306 – 1317), херцог на Атина и Неопатрия;
- Констанс Сицилианска (1306 – 1344), кралица на Кипър и царица Киликия, съпруга на Левон IV;
- Елизабет Сицилианска (1310 – 1349), омъжена 1328 г. за баварския херцог Стефан II;
- Вилхелм (Гилелмо) (1312 – 1338), херцог на Атина и Неопатрия;
- Джовани Сицилиански (ум. 1348), херцог на Атина и Неопатрия;
- Катерина (1320 – 1342);
- Маргарита Сицилианска (1331 – 1368), от 1348 г. в брак с пфалцграф Рудолф II